# 南港東
南港東（なんこうひがし）は、大阪府大阪市住之江区にある町名。現行行政地名は南港東一丁目から南港東九丁目。

## 地理
住之江区の北西部に位置し、八丁目の西に南港中、九丁目の西に南港北、二〜四丁目の西に南港南、東に平林南と接している。

## 歴史

### 沿革
- 1965年（昭和40年）、埋立地より、大阪市住吉区南港東1丁目成立。
- 1967年（昭和42年）、平林南之町の一部と埋立地より、南港東2丁目成立。
- 1969年（昭和44年）、埋立地より、南港東3 - 9丁目成立。
- 1974年（昭和49年）、分区が実施され、大阪市住之江区南港東1 - 9丁目となる[5]。

## 世帯数と人口
2024年（令和5年）9月30日現在（大阪市発表）の世帯数と人口は以下の通りである。
| 丁目                 | 世帯数    | 人口    |
| -------------------- | --------- | ------- |
| 南港東一丁目         | 1,912世帯 | 2,677人 |
| 南港東二丁目         | 0世帯     | 0人     |
| 南港東三丁目・四丁目 | 17世帯    | 17人    |
| 南港東五丁目〜九丁目 | 0世帯     | 0人     |
| 計                   | 1,929世帯 | 2,694人 |

### 人口の変遷
国勢調査による人口の推移。
| 1995年（平成7年）  | 4,539人 | [ 6 ]  |  |
| 2000年（平成12年） | 3,948人 | [ 7 ]  |  |
| 2005年（平成17年） | 3,458人 | [ 8 ]  |  |
| 2010年（平成22年） | 3,121人 | [ 9 ]  |  |
| 2015年（平成27年） | 2,837人 | [ 10 ] |  |
| 2020年（令和2年）  | 2,835人 | [ 11 ] |  |

### 世帯数の変遷
国勢調査による世帯数の推移。
| 1995年（平成7年）  | 1,885世帯 | [ 6 ]  |  |
| 2000年（平成12年） | 1,858世帯 | [ 7 ]  |  |
| 2005年（平成17年） | 1,825世帯 | [ 8 ]  |  |
| 2010年（平成22年） | 1,850世帯 | [ 9 ]  |  |
| 2015年（平成27年） | 1,774世帯 | [ 10 ] |  |
| 2020年（令和2年）  | 1,914世帯 | [ 11 ] |  |

## 学区
市立小・中学校に通う場合、学区は以下の通りとなる。なお、小学校・中学校入学時に学校選択制度を導入しており、通学区域以外に住之江区にある小学校（自宅から概ね2km以内、学校の中心から距離で1.5km以内）・中学校から選択することも可能。
| 丁目         | 番   | 小学校                   | 中学校               |
| ------------ | ---- | ------------------------ | -------------------- |
| 南港東一丁目 | 全域 | 大阪市立平林小学校       | 大阪市立新北島中学校 |
| 南港東二丁目 | 全域 | 大阪市立平林小学校       | 大阪市立新北島中学校 |
| 南港東三丁目 | 全域 | 大阪市立平林小学校       | 大阪市立新北島中学校 |
| 南港東四丁目 | 全域 | 大阪市立平林小学校       | 大阪市立新北島中学校 |
| 南港東五丁目 | 全域 | 大阪市立南港みなみ小学校 | 大阪市立南港南中学校 |
| 南港東六丁目 | 全域 | 大阪市立南港光小学校     | 大阪市立南港北中学校 |
| 南港東七丁目 | 全域 | 大阪市立南港光小学校     | 大阪市立南港北中学校 |
| 南港東八丁目 | 全域 | 大阪市立南港光小学校     | 大阪市立南港北中学校 |
| 南港東九丁目 | 全域 | 大阪市立南港光小学校     | 大阪市立南港北中学校 |

## 事業所
2021年（令和3年）現在の経済センサス調査による事業所数と従業員数は以下の通りである。
| 丁目         | 事業所数  | 従業員数 |
| ------------ | --------- | -------- |
| 南港東一丁目 | 28事業所  | 376人    |
| 南港東二丁目 | 31事業所  | 973人    |
| 南港東三丁目 | 95事業所  | 1,490人  |
| 南港東四丁目 | 97事業所  | 2,599人  |
| 南港東五丁目 | 28事業所  | 485人    |
| 南港東六丁目 | 15事業所  | 250人    |
| 南港東七丁目 | 32事業所  | 524人    |
| 南港東八丁目 | 49事業所  | 1,254人  |
| 南港東九丁目 | 29事業所  | 613人    |
| 計           | 404事業所 | 8,564人  |

## 交通

### 鉄道
- 大阪市高速電気軌道
  - 南港ポートタウン線 フェリーターミナル駅 - 南港東駅 - 南港口駅

### バス
2020年4月現在
- 大阪シティバス[15]
  - 15号系統：平林大橋西詰
  - 17号系統：南港中央公園北 - 南港中央公園 → 南港税関前 → 南港東六丁目 → 南港東五丁目 …→… 南港中央公園

## 施設
- 大阪府立港南造形高等学校
- 南港中央公園
  - 大阪市南港中央野球場
- 南港東公園

## その他

### 日本郵便
- 〒559-0031[3]（集配局：住之江郵便局[16]）